# La Gale
Pour les articles homonymes, voir Gale (homonymie).
La Gale, de son vrai nom Karine Guignard, née à Morges en 1983, est une rappeuse et comédienne suisse, de Lausanne,, d'origine libano-suisse.
Elle a sorti trois albums, La Gale, en 2012, Salem City Rockers, en 2015 et Acrimonium en 2020. Elle a aussi joué dans deux films, De l’encre, de Hamé et Ekoué, membres du groupe La Rumeur (2011), et Opération Libertad, de Nicolas Wadimoff (2012).

## Distinction
Prix culturel vaudois 2021 pour la musique

## Discographie

### Albums
- 2012 : La Gale
- 2015 : Salem City Rockers
- 2020 : Acrimonium
- 2023 : On vous rappellera

### Singles
- 2024 : ATM – عتم. Avec DJ Lethal Skillz et Bu Nasser Touffar
- 2025 : Lausannois. Avec Section Ouest 93[9].

## Filmographie

### Cinéma
- 2012 : Opération Libertad

### Télévision
- 2011 : De l'encre
- 2021 : Sacha (mini-série), de Léa Fazer
- 2025: Espèce menacée (série)

## Publication
- 2025 : Dead drop, roman, éditions La Veilleuse[10]